# Irlande au Concours Eurovision de la chanson 2011
L'Irlande a participé au Concours Eurovision de la chanson 2011. 
Le 11 février 2011, une sélection nationale est organisée. La chanson "Lipstick" de Jedward est alors choisie.

## Chansons
Le 28 janvier 2011, RTÉ annonce les 5 chansons retenues pour participer à la finale.
| Mentor                  | Connu pour                     | Artiste          | Chanson               | Compositeurs                                                                |
| ----------------------- | ------------------------------ | ---------------- | --------------------- | --------------------------------------------------------------------------- |
| Caroline Downey-Desmond | Directeur de MCD et producteur | Jedward          | Lipstick              | Dan Priddy, Lars Jensen, Martin Larson                                      |
| Ronan Hardiman          | Compositeur                    | Don Mescall      | Talking With Jennifer | Ronan Hardiman, Don Mescall                                                 |
| David Hayes             | Directeur musical              | Nikki Kavanagh   | Falling               | Christina Schilling, Camilla Gottschalck, Jonas Gladnikoff, Hanif Sabzevari |
| Willie Kavanagh         | PDG, EMI Music Irlande         | Bling            | Shine On              | Patrick Mahoney                                                             |
| Liam Lawton             | Compositeur et Interprète      | The Vard Sisters | Send Me An Angel      | Liam Lawton                                                                 |

## Vote
| Chanson                 | Jurys     | Jurys | Jurys    | Jurys  | Jurys | Jurys  | Jurys | Televote | Total | Place |
| Chanson                 | Waterford | Cork  | Limerick | Galway | Sligo | Dublin | Total | Televote | Total | Place |
| ----------------------- | --------- | ----- | -------- | ------ | ----- | ------ | ----- | -------- | ----- | ----- |
| "Talking with Jennifer" | 6         | 6     | 4        | 10     | 10    | 8      | 44    | 24       | 68    | 3     |
| "Lipstick"              | 10        | 10    | 12       | 8      | 12    | 10     | 62    | 36       | 98    | 1     |
| "Shine On"              | 4         | 8     | 6        | 6      | 4     | 4      | 32    | 12       | 44    | 5     |
| "Send Me an Angel"      | 8         | 4     | 8        | 4      | 6     | 6      | 36    | 18       | 54    | 4     |
| "Falling"               | 12        | 12    | 10       | 12     | 8     | 12     | 66    | 30       | 96    | 2     |

## Résultats
la compétition est remportée par Jedward
| Passage | Artiste          | Chanson                 | Paroles (l) / Musique (m)                                                                                   | Jury | Televote | Total | Place |
| ------- | ---------------- | ----------------------- | --- | ---- | -------- | ----- | ----- |
| 1       | Don Mescall      | "Talking with Jennifer" | Ronan Hardiman (m & l), Don Mescall (m & l)                                                                 | 44   | 24       | 68    | 3     |
| 2       | Jedward          | "Lipstick"              | Dan Priddy (m & l), Lars Jensen (m & l), Martin Larson (m & l)                                              | 62   | 36       | 98    | 1     |
| 3       | Bling            | "Shine On"              | Patrick Mahoney (m & l)                                                                                     | 32   | 12       | 44    | 5     |
| 4       | The Vard Sisters | "Send Me An Angel"      | Liam Lawton (m & l)                                                                                         | 36   | 18       | 54    | 4     |
| 5       | Nikki Kavanagh   | "Falling"               | Christina Schilling (m & l), Camilla Gottschalck (m & l), Jonas Gladnikoff (m & l), Hanif Sabzevari (m & l) | 66   | 30       | 96    | 2     |

## À l'Eurovision
Le pays participera à la seconde demi-finale le 12 mai 2011.